# Grosse cloche de Bordeaux
La Grosse cloche de Bordeaux est le surnom donné à un édifice qui servait de porte du rempart médiéval et de beffroi de l'ancien hôtel de ville. Elle est aussi appelée porte Saint-Éloi (du nom de l'église accolée) ou porte Saint-James [ ʒam(ə)] (car située sur le chemin de Saint-Jacques de Compostelle).
La porte et les tours sont classées au titre des monuments historiques par arrêté du 12 juillet 1886.

## Historique

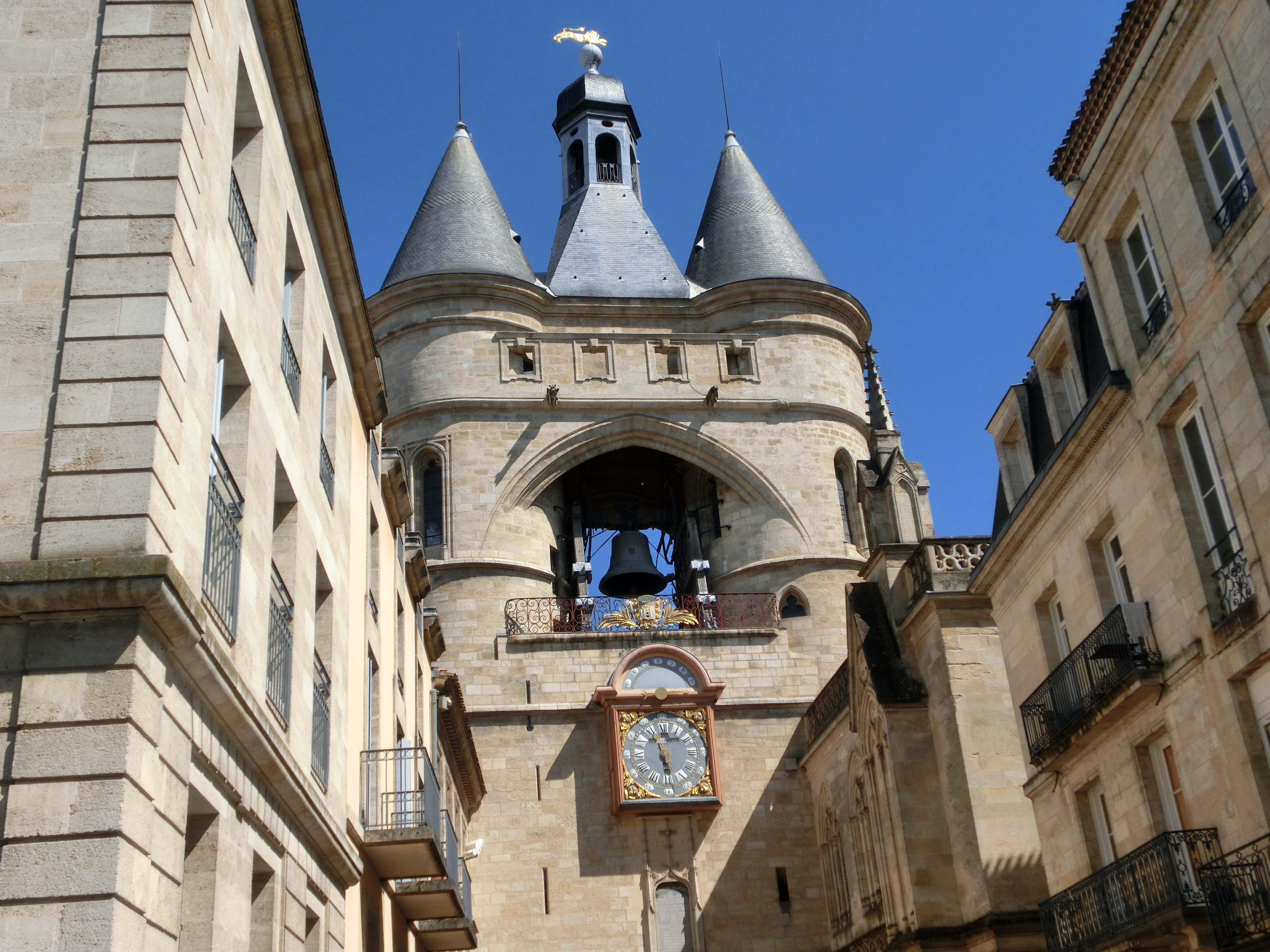
La porte en 2013.

C'est un des rares monuments civils (avec la porte Cailhau) que la ville conserve du Moyen Âge. Elle a été restaurée du 4 au 22 juillet 2016[source insuffisante].
Elle a été édifiée au XVe siècle sur les restes de l'ancienne porte Saint-Éloy (dite aussi porte Saint-James) du XIIIe siècle (adossée à l’église Saint-Éloi du XIIe siècle), ouverte sur le rempart du XIIIe siècle et sous laquelle passaient les pèlerins de Saint-Jacques en route pour Compostelle. D'où le nom de la rue Saint-James voisine, Saint James [ ʒam(ə)] étant une francisation du gascon Sant Jacme [san ʒam.mə] « Saint Jacques ».
Toutes les modifications successives effectuées entre le XVe et le XVIIe siècle transformèrent la physionomie primitive de cette porte devenue beffroi, le clocher du ban communal lui ayant été adjoint dès le XVe siècle.
Les magistrats de la ville sonnaient la cloche pour donner le signal des vendanges et alerter la population en cas de débuts d'incendies.
C'est la raison pour laquelle elle est depuis toujours le symbole à la ville et figure encore aujourd'hui sur les armoiries de la cité. Les Bordelais sont très attachés à cette cloche.
Lorsque le roi voulait les punir pour leur insubordination, il faisait enlever la cloche : les habitants ne tardaient guère alors à rentrer dans le rang pour retrouver leur emblème… C'est ainsi qu'elle est enlevée aux Bordelais par le roi Henri II et brisée pour les punir de leur révolte de 1548 (la jacquerie des Pitauds) ; la cloche revint en 1561 pour la plus grande joie des habitants.

## Caractéristiques

### Les tours
Elle est composée de deux tours circulaires de 40 mètres de haut reliées par un bâtiment central et dominée par le léopard d'or.
À l'origine c'était un ensemble de quatre tours rondes et crénelées auxquelles furent adjointes, au XIIe siècle, deux autres tours et ne s'élevait que d'un étage. Ces deux dernières se situaient à l'emplacement du milieu de l'actuel cours Victor Hugo qui était à l'époque un fossé longeant le rempart.
Après l'incendie de 1755, crénelage et campanile viennent couronner les tours couvertes en forme de poivrière.
Au centre de la grille en fer forgé (XVIIIe siècle) qui ferme la baie dans laquelle se trouve la cloche, un écusson représente les armes de la ville tandis que, face nord, des gargouilles grimaçantes du XVe siècle subsistent avec, au-dessous, des inscriptions gravées sur marbre noir et datées de 1592.
La tour est visitable de 13 heures à 19 heures durant l'été.

### La cloche

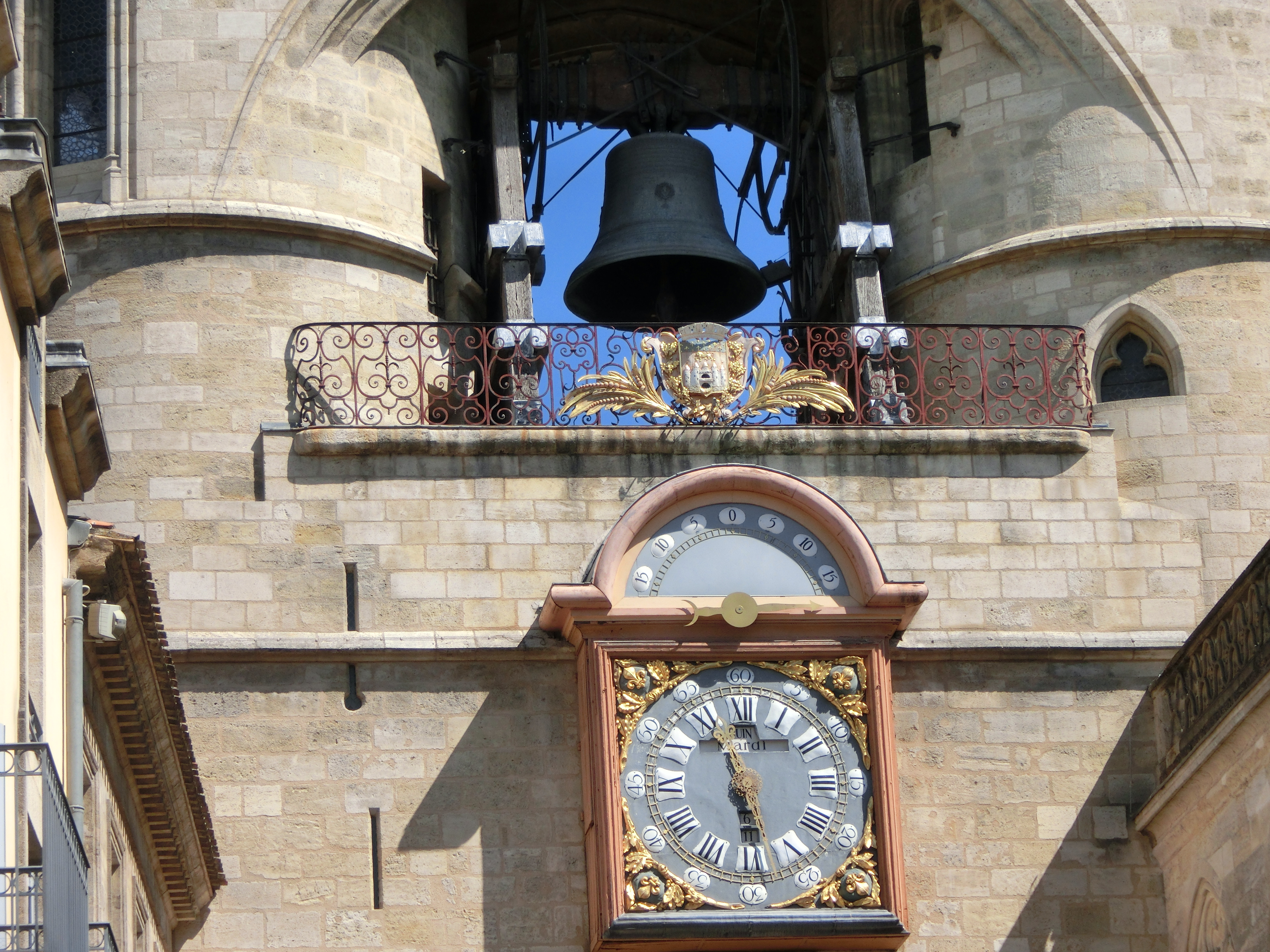
La grosse cloche de la porte Saint-Éloi en 2013.

La cloche actuelle fut coulée en juin 1775 par le fondeur Turmeau (voir la plaque sous la tour). Elle pèse 7 800 kg pour deux mètres de hauteur et de diamètre. Elle est classée au titre d'objet depuis le 4 juillet 1991. Elle a sonné la commémoration de la victoire du 8 mai 1945, depuis en raison de son poids et des risques de fissures que pourraient provoquer les vibrations de la cloche, elle n'a sonné qu'à quelques reprises, lors de sa remise en place dans le campanile, à la suite de sa restauration et lors de la visite du Général de Gaulle dans la ville, le 10 avril 1961.
Jusqu'en juin 2016, elle sonnait tous les ans cinq fois par an. Le 1er janvier (nouvel an), le 8 mai (Victoire du 8 mai 1945), le 14 juillet (fête nationale), le 28 août (libération de Bordeaux en 1944) et le 11 novembre (Armistice de 1918) en présence de nombreux spectateurs à 11 heures.
Depuis, elle sonne aussi tous les premiers dimanches du mois.
L'horloge construite en 1759 d'après les plans du mathématicien et astronome Paul Larroque a remplacé celle de 1567 exécutée par Raymond Sudre.
Au-dessus d'elle se trouve un cadran à équation solaire.
Représenté sur la girouette, le léopard anglais rappelle les armes de la province de la Guyenne anglaise dont Bordeaux était la capitale.

### Inscription

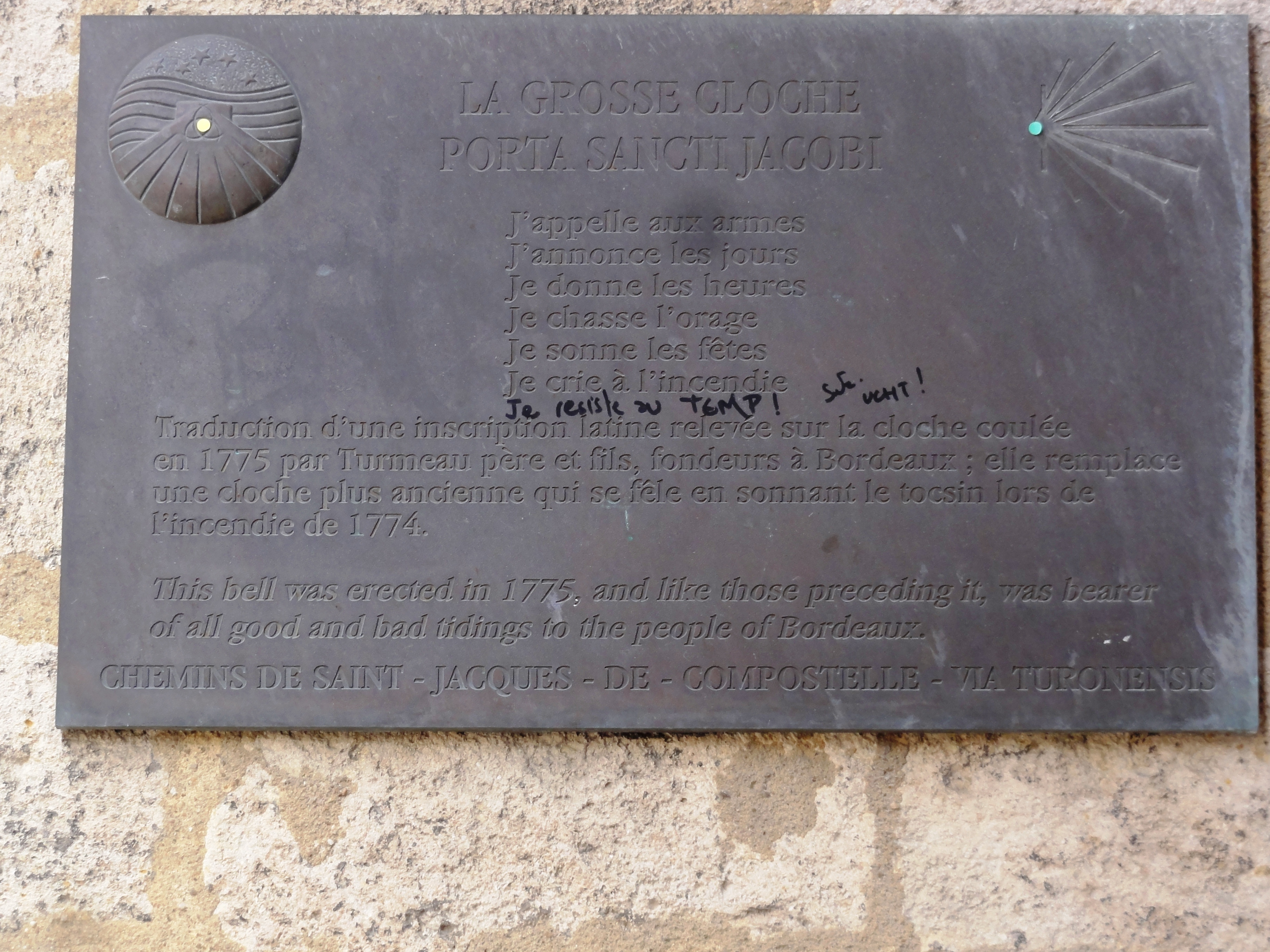
Plaque sur la Grosse Cloche.

Voici le texte gravé sur la cloche :
J'appelle aux armes
J'annonce les jours
Je donne les heures
Je chasse l'orage
Je sonne les fêtes
Je crie à l'incendie.

## Galerie

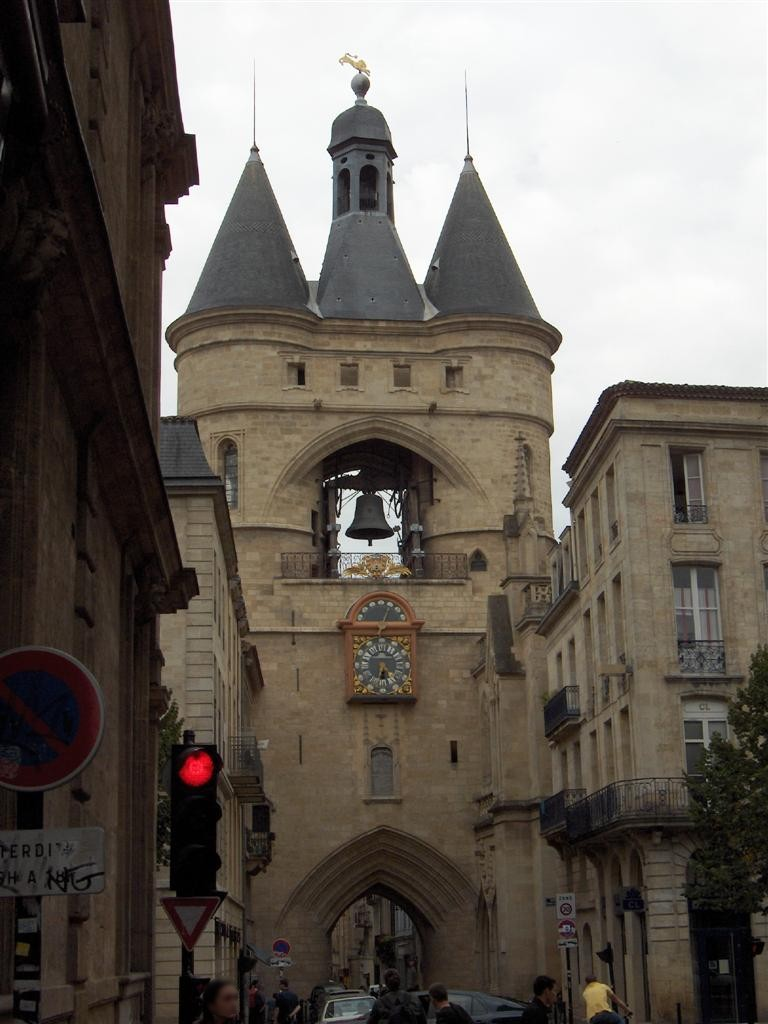
Vue d'ensemble depuis la rue du Mirail, côté cours Victor Hugo.
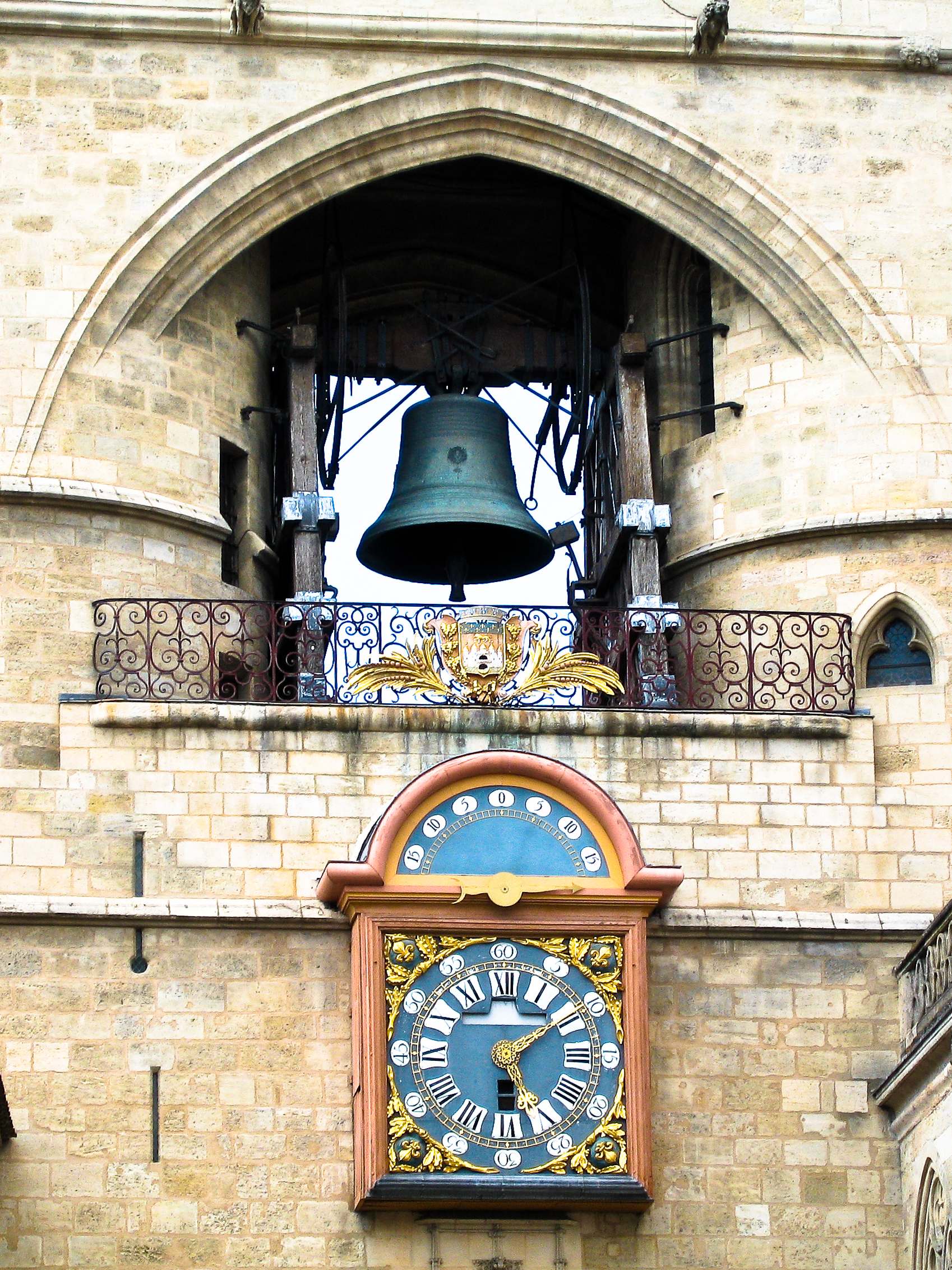
Détail de la Grosse Cloche, côté sud.
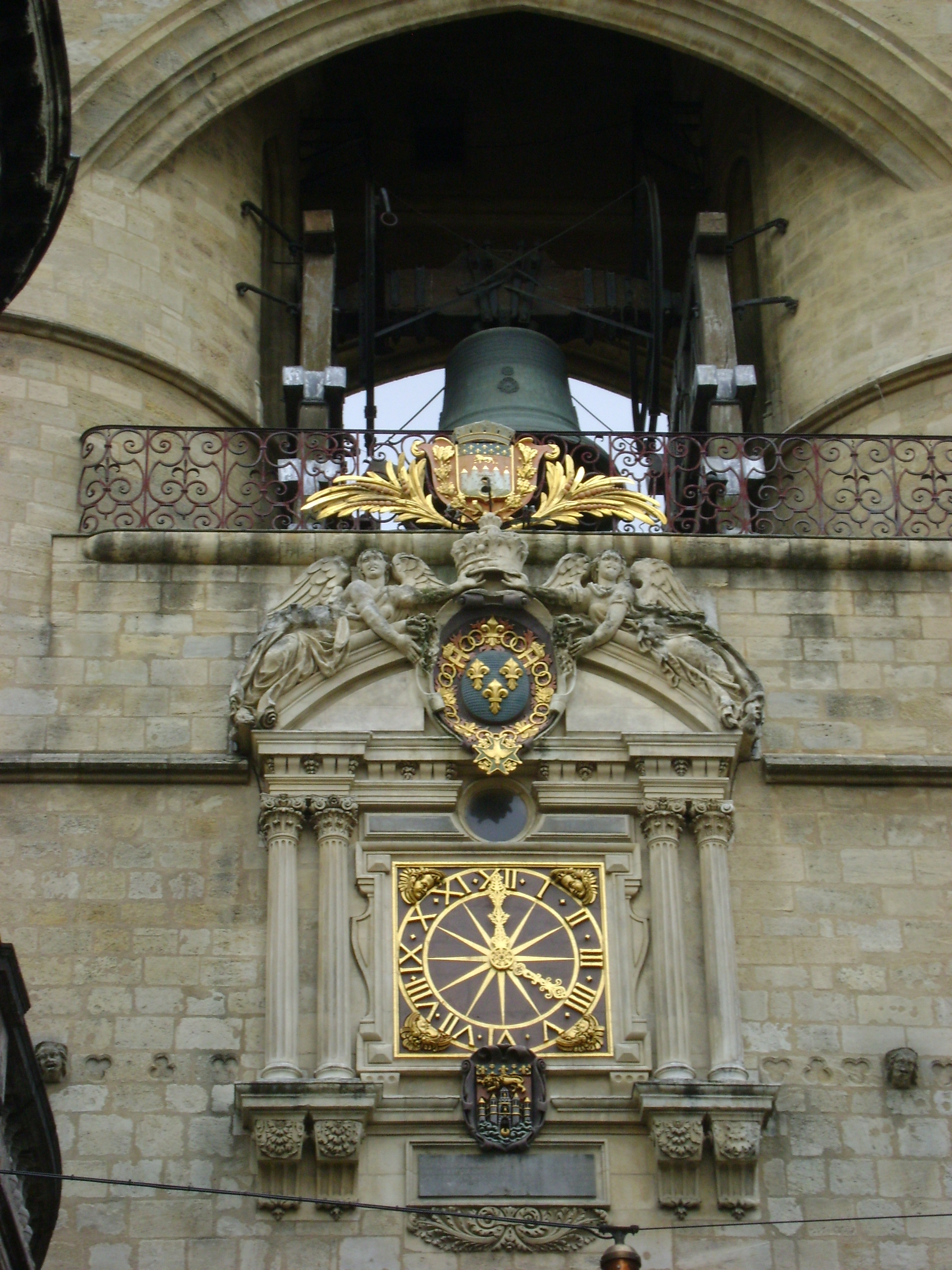
Détail de l'horloge, côté nord.
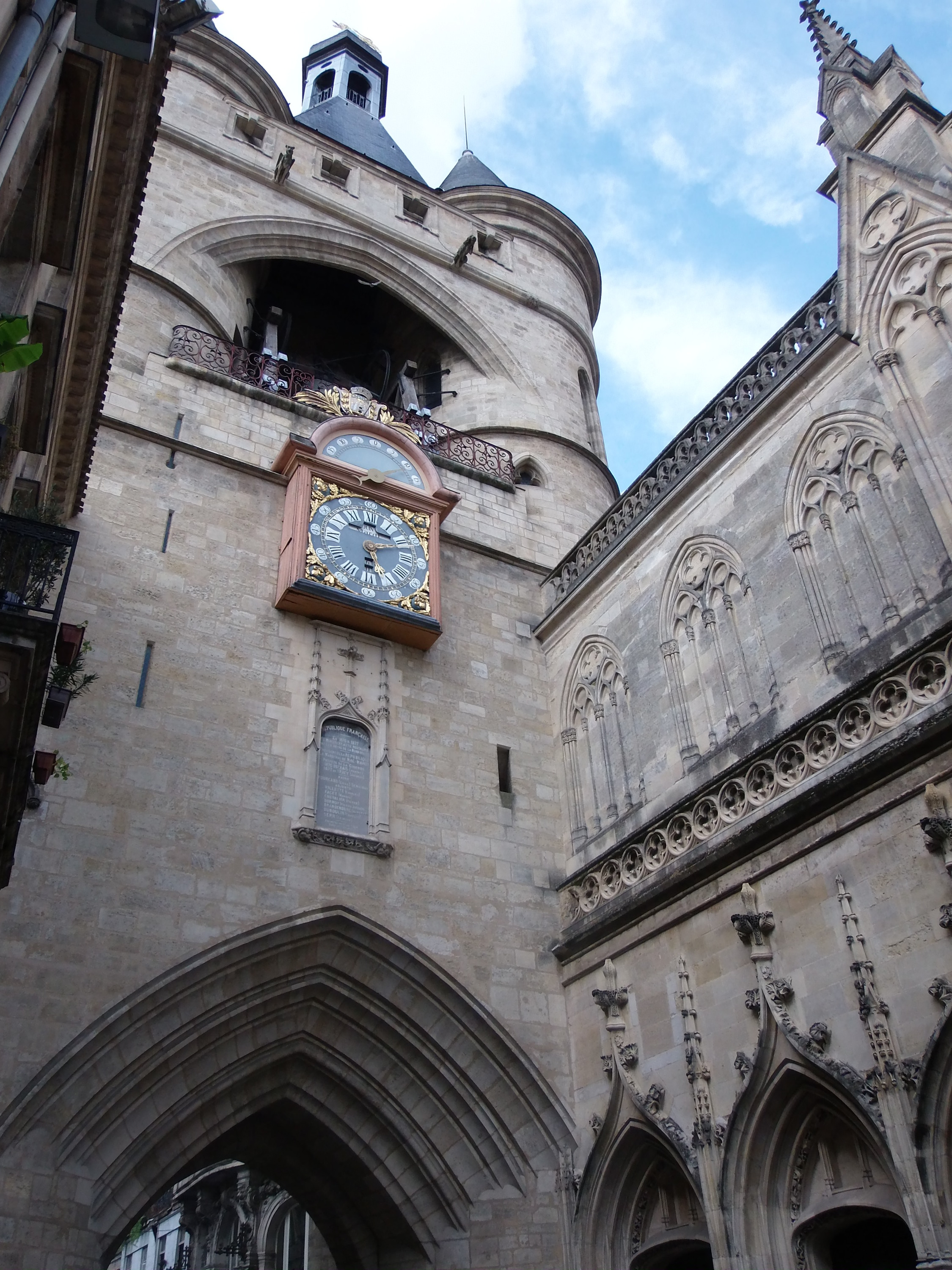
Grosse cloche en 2014.
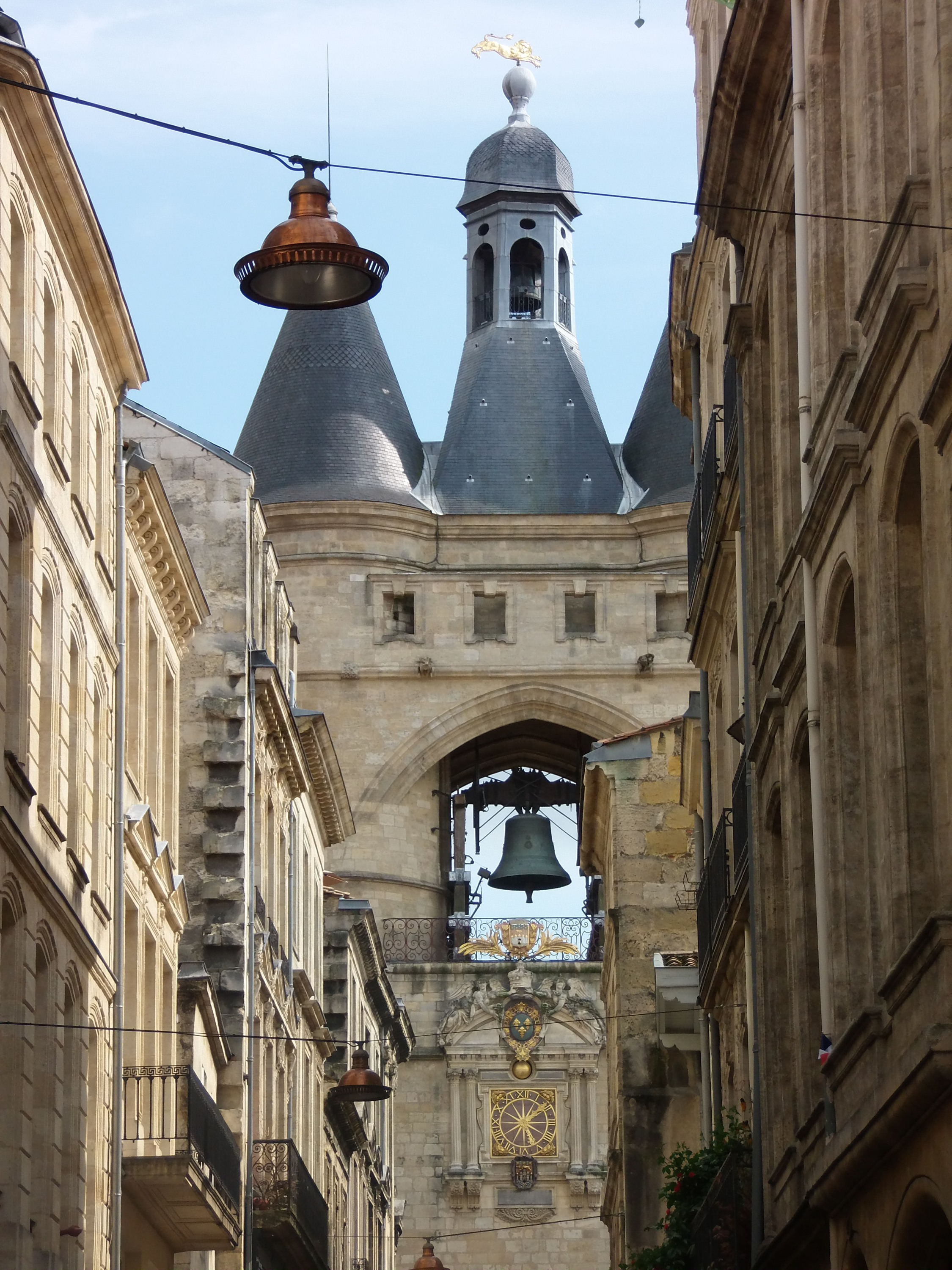
Grosse cloche en 2014.
Armoiries de Bordeaux, avec une représentation de la Grosse cloche dans un état antérieur.